# Tomo Medved
Tomo Medved, né le 17 mars 1968 à Cetingrad, est un homme politique croate, membre de l'Union démocratique croate (HDZ). Il est ministre des Anciens combattants depuis le 21 mars 2016.